# Lycée Maurice-Ravel
Le lycée Maurice-Ravel est un établissement public polyvalent du 20e arrondissement de Paris situé au 89, cours de Vincennes à vocation scientifique, économique et littéraire, proposant une large palette de sections internationales. Il est voisin du lycée Hélène-Boucher.
Il s'agit de la plus grande cité scolaire de la capitale ; ses élèves sont appelés les « Raveliens ».

## Histoire

### L’ancienne «aile Maraîchers»
Après la Seconde Guerre mondiale, le lycée Hélène Boucher possédait une annexe, l'aile Maraîchers, située au 89 cours de Vincennes, aujourd’hui devenue le lycée Maurice-Ravel.
En effet, à partir des années 1950, le nombre d'élèves du lycée Hélène-Boucher croît de façon exponentielle, si bien qu’en 1956, on construit donc sur un terrain vague de la rue des Maraîchers des bâtiments accueillant les classes supplémentaires. En 1956, on ouvre un second réfectoire au sous-sol de l'aile Lagny (le self du bas aujourd’hui).
En 1961, après la décision de construire plusieurs établissements mixtes à l'Est pour diminuer les effectifs du lycée, « l'annexe des Maraîchers » devient indépendante pour donner naissance au lycée Maurice-Ravel. Les effectifs deviennent plus raisonnables.
Sylvie Vartan, chanteuse française, fit sa scolarité au lycée Hélène-Boucher durant les années 1960 dans l’Aile Maraîchers, à l’époque où elle était l’annexe de la cité scolaire. Elle étudiait donc alors dans les actuels locaux du lycée Maurice-Ravel.

### Hommages à Maurice Ravel
L'établissement a été l'un des tout  premiers lycées français à créer une section musique, en hommage à celui dont il porte le nom, Maurice Ravel. De plus, le logotype de la cité scolaire reprend une partition de musique.
L'association du lycée s'appelle Boléro, en référence à la principale œuvre de Ravel, le Boléro.

### Pensionnat de jeunes filles
Le lycée Maurice-Ravel a longtemps été le seul établissement parisien d'État qui pouvait accepter des jeunes filles en pension. Dans les années 1960-1970, de nombreux élèves dont les parents vivaient à l'étranger venaient étudier ici. Le lycée était également ouvert à des jeunes filles issues de familles en difficultés, et vivant par conséquent en internat. En effet, le prix de la pension restait raisonnable, en comparaison avec des établissements privés. Les pensionnaires venaient en car au lycée Maurice-Ravel chaque matin, juste avant d'aller en cours. Elles trouvaient leurs affaires de classe dans un casier dans des salles d'études qui leur étaient réservées, puis passaient la journée avec les autres élèves (externes ou demi-pensionnaires). Après les cours, elles retournaient en études dans des salles de classe au rez-de-chaussée. Après avoir dîné sur place, au lycée Maurice-Ravel, elles repartaient en car à Fontenay-sous-Bois (Val-de-Marne), où se situaient les dortoirs proches du bois de Vincennes.

### Événements

#### Manifestations lycéennes
En octobre 2013, le lycée Maurice-Ravel est un des établissements parisiens les plus touchés par les manifestations lycéennes en soutien à Leonarda Dibrani et Khatchik Kachartryan, deux immigrés scolarisés expulsés peu de temps auparavant. Le lycée est bloqué plusieurs jours entre le 17 et le 19 octobre 2013 avec le début des vacances de la Toussaint.
Un an plus tard en novembre 2014, le lycée est à nouveau bloqué par les lycéens manifestants contre les violences policières en réaction à la mort de Rémi Fraisse.
Par la suite, l'établissement a fait l'objet de nombreuses manifestations et blocages : contre la loi El Khomri en 2016, l'affiche du second tour de l'élection présidentielle de 2017 entre Emmanuel Macron et Marine Le Pen, la réforme du baccalauréat depuis 2018, et la réforme des retraites en 2020.

#### Attentats de janvier 2015

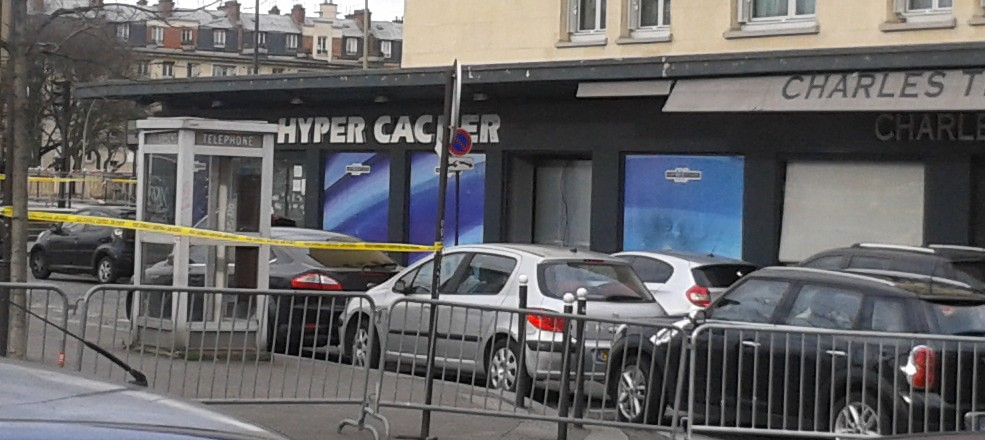
La supérette Hyper Cacher au lendemain de l'attaque.

Le lycée est l'établissement scolaire le plus proche de l'épicerie Hyper Cacher, lieu d'une prise d'otages le 9 janvier 2015. Les portes du lycée sont fermées par mesure de sécurité peu après 13 heures. Il devient alors impossible d'entrer ou de sortir de la cité scolaire ; élèves et personnel de la cité scolaire sont confinés, comme dans l'ensemble des établissements publics aux alentours. Le lycée est évacué à 17 heures pour que les autorités puissent donner l'assaut final. Les cours sont ensuite annulés jusqu'à la fin de la semaine.

#### Menaces de mort sur le proviseur en 2024
En février 2024, le proviseur du lycée, ayant demandé à une élève de BTS de retirer son voile islamique, est menacé de mort sur les réseaux sociaux. La ministre de l’Éducation nationale soutient le proviseur. Le lycée annonce fin mars 2024 que le proviseur a quitté ses fonctions pour des raisons de sécurité.

## Résultats

### Classement
En 2017, le lycée se classe 86e sur 112 au niveau départemental quant à la qualité d'enseignement, et 1 277e sur 2 277 au niveau national. Le classement s'établit sur trois critères : le taux de réussite au bac, la proportion d'élèves de première qui obtient le baccalauréat en ayant fait les deux dernières années de leur scolarité dans l'établissement, et la valeur ajoutée (calculée à partir de l'origine sociale des élèves, de leur âge et de leurs résultats au diplôme national du brevet).
En 2018, le lycée se classe 61e sur 112 au niveau départemental quant à la qualité d'enseignement.[réf. nécessaire]

### Sessions 2002-2018[12]

#### Collège
| Sessions | 2003 | 2004 | 2005 | 2006 | 2007 | 2008 | 2009 | 2010 | 2011 | 2012 | 2013 | 2014 |
| -------- | ---- | ---- | ---- | ---- | ---- | ---- | ---- | ---- | ---- | ---- | ---- | ---- |
| Brevet   | 72,5 | 72,6 | 77,2 | 77,2 | 82,2 | 87,5 | 82,8 | 80,2 | 74,8 | 90,0 | 88,0 | 80,0 |

#### Lycée
| Sessions | 2002 | 2003 | 2004 | 2005 | 2006 | 2007 | 2008 | 2009 | 2010 | 2011 | 2012 | 2013 | 2014 | 2015 | 2016 | 2017 | 2018 | 2019 |
| -------- | ---- | ---- | ---- | ---- | ---- | ---- | ---- | ---- | ---- | ---- | ---- | ---- | ---- | ---- | ---- | ---- | ---- | ---- |
| Bac L    | 92,4 | 93,3 | 85,2 | 90,0 | 91,1 | 96,9 | 96,3 | 92,9 | 92,9 | 71,1 | 89,1 | 96,3 | 94,9 | 93,4 | 92,1 | 93,1 | 100  | 90,4 |
| Bac ES   | 90,4 | 94,2 | 88,1 | 90,3 | 90,7 | 98,1 | 91,8 | 94,1 | 94,2 | 89,2 | 87,5 | 91,8 | 96,6 | 95,3 | 94,3 | 96,0 | 98,0 | 100  |
| Bac S    | 86,1 | 93,2 | 88,3 | 84,7 | 96,5 | 91,0 | 88,0 | 87,1 | 86,6 | 81,4 | 84,9 | 85,2 | 85,0 | 84,9 | 83,5 | 90,7 | 92,0 | 94   |
| Bac STMG | 73,7 | 77,2 | 83,6 | 72,1 | 90,0 | 92,5 | 86,8 | 87,4 | 87,7 | 88,4 | 92,1 | 89,1 | 90,8 | 91,6 | 94,2 | 94,3 | 87,1 | 95,8 |

#### Supérieur
| Sessions                     | 2015  |
| ---------------------------- | ----- |
| BTS assistant de managers    | 95,8  |
| BTS commerce international   | 92,0  |
| BTS notariat                 | 100,0 |
| BTS professions immobilières | 92,9  |

#### Sections binationales
| Sessions | 2013 | 2014  | 2015  | 2016  | 2017 | 2018 | 2019 |
| -------- | ---- | ----- | ----- | ----- | ---- | ---- | ---- |
| AbiBac   | 100  | 100   | 100   | 100   | 100  | 100  | 100  |
| BachiBac |      | 100,0 | 100,0 | 100,0 |      | 100  | 100  |

## Formations
Il dispose d'une partie collège et d'une partie lycée recrutant dans l'ensemble de l'est parisien (12e, 19e et 20e arrondissement essentiellement). Il existe également des classes de BTS (assistant de managers, commerce international, notariat et professions immobilières).

### Sections internationales
De 2010 à 2015, la cité scolaire Maurice-Ravel a fortement développé ses formations en langues étrangères grâce à l'ouverture de plusieurs sections internationales. Elles sont parfois proposées dès le collège :
- une section internationale britannique menant à l'OIB. Ouverte à la rentrée 2014, elle s'effectue à partir de la sixième.
- une classe bi-langue anglais/allemand à partir de la sixième.
- deux sections européennes à partir de la classe de quatrième en allemand et espagnol.

Au lycée, deux sections bi-nationales qui ne sont pas soumises à sectorisation sont aujourd'hui proposées :
- L'AbiBac, qui est un double cursus franco-allemand donnant accès au diplôme du baccalauréat ainsi qu'à l'Abitur allemand. Cette section a été ouverte à la rentrée scolaire 2010 (100 % de réussite aux sessions 2013, 2014, 2015 et 2016). Le lycée Maurice-Ravel est le seul lycée parisien à proposer cette formation avec le lycée Janson-de-Sailly et le lycée Montaigne.
- Le BachiBac, un double cursus franco-espagnol similaire à l'Abibac délivrant le baccalauréat et le bachillerato (es) espagnol. La section a été ouverte à la rentrée scolaire 2011 (100% de réussite aux sessions 2014 et 2015). Il est – avec le lycée Molière – encore une fois le seul à proposer cette section à Paris.

L'obtention de l'AbiBac ou bien du BachiBac permet de développer le bilinguisme chez les élèves et constitue donc un avantage pour intégrer des grandes écoles comme les Instituts d'études politiques.
Depuis la rentrée 2016; le lycée propose en association avec le lycée Hélène Boucher une préparation au concours d'entrée à Sciences Po, aux IEP et aux études supérieures consacrées aux sciences humaines et économiques. Cette formation s'échelonne entre la fin de l'année de Première et le mois de mai de l'année de Terminale.

### Vie lycéenne
Le CVL (Conseil de la Vie Lycéenne) est très actif. Parmi ses différentes interventions, on compte notamment la journée des talents (dite "Ravel en scène"), qui permet aux lycéens de se produire sur scène devant leurs camarades, ou encore une initiative récente de tutorat, Tutoravel, qui organise des parrainages entre élèves de Seconde et élèves de Première ou Terminale. En 2015, le CVL a fait ouvrir le foyer à l'emplacement de l'ancienne cafétéria.
L'association Boléro regroupe de très nombreux clubs qui ont été ouverts ces derniers temps (journal, ciné, théâtre, musique...). En septembre 2015, un club Model United Nations a été créé à Maurice Ravel. Ce dernier vise essentiellement à développer l'aisance des élèves à l'oral lors de ses prises de parole ainsi que leurs capacités oratoires dans plusieurs langues (anglais, allemand, espagnol et autres). Dans le cadre du club MrMUN (Maurice Ravel Model United Nations), les lycéens peuvent participer à des simulations des Nations unies.
Ce club a également organisé un MUN au sein du lycée, le MrMUN2016, ouvert à tous les lycéens des filières générales ainsi qu'à la classe de 5e OIB. Cet événement a eu lieu en janvier 2016 et a fait participer plus de 100 lycéens. L'expérience a été réitérée en février 2017 et a reçu les Présidente et vice-Présidente du conseil régional d'Île-de-France Valérie Pécresse et Agnès Evren, ainsi que le recteur de l'Académie de Paris Gilles Pécout.

### Expérimentations gouvernementales

#### Années 1970
En 1973, dans un objectif novateur d'initiation à l'informatique pour élèves et enseignants intéressés, le lycée Maurice-Ravel, à Paris, a intégré l'opération ministérielle dite « Expérience des 58 lycées », : utilisation de logiciels et enseignement du langage de programmation LSE, en club informatique de lycée,, pour 58 établissements de l’enseignement secondaire. À cet effet, dans une première phase, quelques professeurs du lycée, enseignants de diverses disciplines, sont préalablement formés de manière rapide à la programmation informatique. L'établissement est alors doté, dans une seconde phase, d'un ensemble informatique en temps partagé comprenant : un mini-ordinateur français Télémécanique T1600 avec disque dur, un lecteur de disquettes 8 pouces, plusieurs terminaux écrans claviers Sintra TTE, un téléimprimeur Teletype ASR-33 (en) et le langage LSE implémenté ; tous ces moyens ayant permis de mettre en œuvre cette démarche expérimentale sur le terrain, avec du matériel informatique ultra-moderne pour l'époque.

#### Années 2010
Le 19 août 2010, le ministère de l'Éducation nationale annonce qu'à la fois le collège et le lycée Ravel font partie des 124 établissements pilotes en France pour l'expérimentation de la réforme « Cours le matin, sport l'après-midi »,. C'est le seul lycée parisien sélectionné, puisque seule la partie collège du lycée Henri-Bergson appliquera également la réforme. Cette expérimentation qui est programmée pour trois ans ne devrait toucher que quelques classes. À la rentrée 2010, ce sont finalement deux classes de sixième, une classe de troisième, deux classes de seconde, pour 140 élèves qui sont concernés par l'expérimentation qui entraine 8 heures de sport (ou d'une autre activité) hebdomadaire dans la section collège, et 7 heures dans la section lycée avec un « saupoudrage des heures de cours en moins tout au long de la semaine ».

## Anciens élèves
- Jil Caplan[29]
- Emmanuelle Cosse[30]
- David Guetta[31]
- Bruno Laforestrie
- Jean-Marc Laurent[32]
- Gaël Monfils[33]
- Nicola Sornaga
- Ralph Meyer
- Philippe Lombard

## Liste des proviseurs
- 2006-2009 : Philippe Guittet
- 2009-2014 : Donatelle Pointereau
- 2014-2017 : France Bessis
- 2017-2024 : Philippe Le Guillou
- depuis 2024 : Julie Bouvry

## Transports

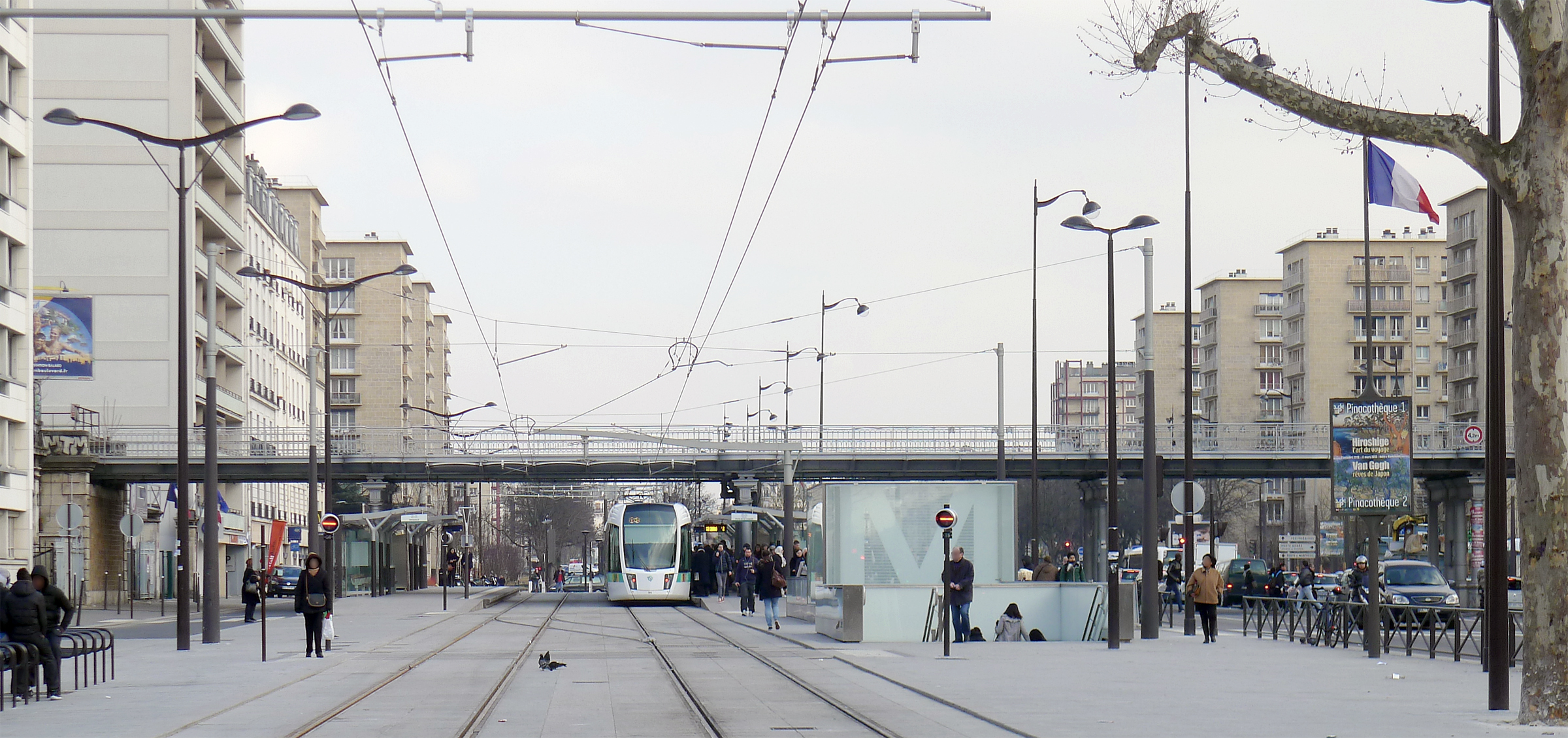
La station Porte de Vincennes devant le lycée Maurice-Ravel.

Le lycée est desservi par la ligne 1 à la station Porte de Vincennes, ainsi que par les tramway d'Île-de-France 3a et 3b à l’arrêt Porte de Vincennes.